# Гетеротрофы
Гетеротро́фы (др.-греч. ἕτερος — «иной», «различный» и τροφή — «пища») — организмы, которые не способны синтезировать органические вещества из неорганических путём фотосинтеза или хемосинтеза. Для синтеза необходимых для своей жизнедеятельности органических веществ им требуются экзогенные органические вещества, то есть произведённые другими организмами. В процессе пищеварения вырабатываемые ими ферменты расщепляют полимеры органических веществ на мономеры. В сообществах гетеротрофы — это консументы различных порядков и редуценты. Гетеротрофами являются почти все животные и некоторые растения. По способу получения пищи делятся на две противопоставляемые группы: голозойных (животные) и голофитных, или осмотрофных (бактерии, многие протисты, грибы, растения).
Растения-гетеротрофы полностью (заразиха, раффлезия) или почти полностью (повилика) лишены хлорофилла и питаются, прорастая в тело растения-хозяина.
Граница между автотрофами и гетеротрофами достаточно условна, так как существует множество видов, обладающих переходной формой питания — миксотрофией, либо использующие наиболее удобный в данных условиях тип питания.
Гетеротрофы подразделяются по способу поглощения пищи на фаготрофов и осмотрофов. По состоянию получаемой пищи подразделяются на биотрофов и сапротрофов.

## Фаготрофы
Фаготрофы (макроконсументы) питаются другими организмами. Например: медведь, главным образом, питается другими организмами или частицами органического вещества.

### Биотрофы
Тип живых организмов, которые в пищу используют другие живые организмы. К ним относятся зоофаги (питаются животными), фитофаги (питаются растениями), бактерии.

## Осмотрофы
К осмотрофам относятся живые организмы, которые поглощают органические вещества из растворов непосредственно через клеточные стенки. Это грибы и большинство бактерий. 

### Сапротрофы
Используют в пищу экскременты или мёртвые организмы (падаль). К ним относятся детритофаги, некрофаги, копрофаги. Примеры живых организмов с такими типами питания: сапротрофные бактерии, сапротрофные грибы, сапротрофные растения (сапрофиты), сапротрофные животные (сапрофаги).